# Hertha Berliner Sport-Club 2007-2008
Questa voce raccoglie le informazioni riguardanti il Hertha Berliner Sport-Club nelle competizioni ufficiali della stagione 2007-2008.

## Stagione
Nella stagione 2007-2008 l'Hertha Berlino, allenato da Lucien Favre, concluse il campionato di Bundesliga al 10º posto. In Coppa di Germania l'Hertha Berlino fu eliminato al secondo turno dal Wuppertal.

## Rosa
| N. |                        | Ruolo | Calciatore           |
| -- | ---------------------- | ----- | -------------------- |
| 40 | Germania (bandiera)    | P     | Sascha Burchert      |
| 1  | Rep. Ceca (bandiera)   | P     | Jaroslav Drobný      |
| 12 | Germania (bandiera)    | P     | Christian Fiedler    |
| 30 | Germania (bandiera)    | P     | Christopher Gäng     |
| 36 | Germania (bandiera)    | D     | Pascal Bieler        |
| 3  | Germania (bandiera)    | D     | Arne Friedrich       |
| 14 | Croazia (bandiera)     | D     | Josip Šimunić        |
| 4  | Svizzera (bandiera)    | D     | Steve von Bergen     |
| 27 | Germania (bandiera)    | D     | Amadeus Wallschläger |
| 17 | Stati Uniti (bandiera) | C     | Bryan Arguez         |
| 5  | Tunisia (bandiera)     | C     | Sofian Chahed        |
| 24 | Turchia (bandiera)     | C     | Bilal Çubukçu        |
| 8  | Ungheria (bandiera)    | C     | Pál Dárdai           |
| 20 | Germania (bandiera)    | C     | Patrick Ebert        |
| 22 | Svezia (bandiera)      | C     | Tobias Grahn         |

| N. |                      | Ruolo | Calciatore          |
| -- | -------------------- | ----- | ------------------- |
| 44 | Serbia (bandiera)    | C     | Gojko Kačar         |
| 16 | Brasile (bandiera)   | C     | Lúcio               |
| 28 | Svizzera (bandiera)  | C     | Fabian Lustenberger |
| 7  | Brasile (bandiera)   | C     | Mineiro             |
| 26 | Polonia (bandiera)   | C     | Łukasz Piszczek     |
| 10 | Brasile (bandiera)   | C     | Raffael             |
| 19 | Germania (bandiera)  | C     | Andreas Schmidt     |
| 6  | Rep. Ceca (bandiera) | C     | Rudolf Skácel       |
| 38 | Guinea (bandiera)    | C     | Ibrahima Traoré     |
| 33 | Brasile (bandiera)   | A     | André Lima          |
| 23 | Bulgaria (bandiera)  | A     | Valeri Domovčijski  |
| 39 | Germania (bandiera)  | A     | Chinedu Ede         |
| 21 | Nigeria (bandiera)   | A     | Solomon Okoronkwo   |
| 9  | Serbia (bandiera)    | A     | Marko Pantelić      |

## Organigramma societario
Area tecnica
- Allenatore: Lucien Favre
- Allenatore in seconda: Harry Gämperle
- Preparatore dei portieri: Nello di Martino, Enver Marić
- Preparatori atletici: David de Mel

## Risultati

### Bundesliga

#### Girone di andata
| Arbitro: | Weiner |

|                |           |  |
| Amanatidīs 31’ | Marcatori |  |

| Arbitro: | Kinhöfer |

|                                           |           |                  |
| Chahed 51’ (rig.) Fathi 65’ Okoronkwo 81’ | Marcatori | 15’ Hitzlsperger |

| Arbitro: | Stark |

|                               |           |  |
| Masmanidis 52’ Wichniarek 90’ | Marcatori |  |

| Arbitro: | Drees |

|                            |           |             |
| Pantelić 38’ Okoronkwo 88’ | Marcatori | 61’ Dejagah |

| Arbitro: | Fleischer |

|            |           |                   |
| Lavrič 78’ | Marcatori | 61’, 70’ Pantelić |

| Arbitro: | Kempter |

|                                      |           |                 |
| Pantelić 43’ Lúcio 54’ Okoronkwo 76’ | Marcatori | 31’, 88’ Petrić |

| Arbitro: | Rafati |

|             |           |                              |
| Pantelić 2’ | Marcatori | 40’ Rahn 54’ Hähnge 74’ Dorn |

| Arbitro: | Brych |

|                    |           |  |
| Rafinha 44’ (rig.) | Marcatori |  |

| Berlino 6 ottobre 2007, ore 15:30 CEST 9ª giornata | Hertha Berlino | 0 – 0 referto | Energie Cottbus | Olympiastadion (48 719 spett.)\| Arbitro: \| Schmidt \| |
| Arbitro:                                           | Schmidt        |               |                 |                                                         |

| Arbitro: | Perl |

|                                         |           |                            |
| Almeida 57’ Rosenberg 62’ Andreasen 74’ | Marcatori | 61’ Gilberto 90’ Okoronkwo |

| Arbitro: | Stark |

|                                  |           |  |
| Maltritz 26’ (aut.) Pantelić 35’ | Marcatori |  |

| Arbitro: | Merk |

|                           |           |           |
| Guerrero 4’ Reinhardt 80’ | Marcatori | 59’ Ebert |

| Arbitro: | Brych |

|          |           |  |
| Lima 87’ | Marcatori |  |

| Arbitro: | Weiner |

|                      |           |              |
| Hajnal 56’ Freis 66’ | Marcatori | 35’ Pantelić |

| Arbitro: | Kinhöfer |

|  |           |                                       |
|  | Marcatori | 30’ Ramelow 49’ Barnetta 90’ Barbarez |

| Arbitro: | Meyer |

|                             |           |                  |
| Charisteas 5’ Misimović 39’ | Marcatori | 65’ Lustenberger |

| Berlino 15 dicembre 2007, ore 15:30 CET 17ª giornata | Hertha Berlino | 0 – 0 referto | Bayern Monaco | Olympiastadion (74 220 spett.)\| Arbitro: \| Merk \| |
| Arbitro:                                             | Merk           |               |               |                                                      |

#### Girone di ritorno
| Arbitro: | Gagelmann |

|  |           |                     |
|  | Marcatori | 39’, 60’, 90’ Fenin |

| Arbitro: | Fandel |

|           |           |                              |
| Gómez 41’ | Marcatori | 7’, 45’ Pantelić 49’ Raffael |

| Arbitro: | Perl |

|             |           |  |
| Raffael 90’ | Marcatori |  |

| Wolfsburg 23 febbraio 2008, ore 15:30 CET 21ª giornata | Wolfsburg | 0 – 0 referto | Hertha Berlino | Volkswagen-Arena (23 659 spett.)\| Arbitro: \| Kinhöfer \| |
| Arbitro:                                               | Kinhöfer  |               |                |                                                            |

| Arbitro: | Brych |

|                          |           |  |
| Raffael 34’ Pantelić 37’ | Marcatori |  |

| Arbitro: | Rafati |

|          |           |              |
| Kehl 45’ | Marcatori | 51’ Pantelić |

| Rostock 15 marzo 2008, ore 15:30 CET 24ª giornata | Hansa Rostock | 0 – 0 referto | Hertha Berlino | DKB-Arena (22 500 spett.)\| Arbitro: \| Gagelmann \| |
| Arbitro:                                          | Gagelmann     |               |                |                                                      |

| Arbitro: | Fleischer |

|                   |           |                       |
| Chahed 67’ (rig.) | Marcatori | 12’ Asamoah 23’ Jones |

| Arbitro: | Merk |

|                       |           |             |
| Skela 41’, 63’ (rig.) | Marcatori | 21’ Mineiro |

| Arbitro: | Meyer |

|          |           |                           |
| Lima 10’ | Marcatori | 1’ Rosenberg 73’ Borowski |

| Arbitro: | Brych |

|           |           |            |
| Yahia 42’ | Marcatori | 28’ Skácel |

| Berlino 15 aprile 2008, ore 20:00 CEST 29ª giornata | Hertha Berlino | 0 – 0 referto | Amburgo | Olympiastadion (40 289 spett.)\| Arbitro: \| Sippel \| |
| Arbitro:                                            | Sippel         |               |         |                                                        |

| Arbitro: | Kempter |

|                       |           |                                |
| Hanke 19’ Štajner 26’ | Marcatori | 55’ (rig.) Chahed 66’ Piszczek |

| Arbitro: | Weiner |

|                                   |           |              |
| Kačar 25’ Pantelić 31’ Skácel 87’ | Marcatori | 53’ Kapllani |

| Arbitro: | Kinhöfer |

|                |           |                                |
| Sinkiewicz 89’ | Marcatori | 26’ Pantelić 68’ (rig.) Chahed |

| Arbitro: | Rafati |

|             |           |  |
| Raffael 74’ | Marcatori |  |

| Arbitro: | Merk |

|                              |           |                 |
| Toni 3’, 27’, 61’ Ribéry 33’ | Marcatori | 84’ Domovčijski |

### Coppa di Germania
| Arbitro: | Kircher |

|  |           |                                  |
|  | Marcatori | 44’ Fathi 65’ Ebert 82’ Pantelić |

| Arbitro: | Dingert |

|                        |           |  |
| Lintjens 80’ Jerat 86’ | Marcatori |  |

## Statistiche

### Statistiche di squadra
| Competizione      | Punti | In casa | In casa | In casa | In casa | In casa | In casa | In trasferta | In trasferta | In trasferta | In trasferta | In trasferta | In trasferta | Totale | Totale | Totale | Totale | Totale | Totale | DR |
| Competizione      | Punti | G       | V       | N       | P       | Gf      | Gs      | G            | V            | N            | P            | Gf           | Gs           | G      | V      | N      | P      | Gf     | Gs     | DR |
| ----------------- | ----- | ------- | ------- | ------- | ------- | ------- | ------- | ------------ | ------------ | ------------ | ------------ | ------------ | ------------ | ------ | ------ | ------ | ------ | ------ | ------ | -- |
| Bundesliga        | 44    | 17      | 9       | 3       | 5       | 21      | 18      | 17           | 3            | 5            | 9            | 18           | 26           | 34     | 12     | 8      | 14     | 39     | 44     | -5 |
| Coppa di Germania | -     | 0       | 0       | 0       | 0       | 0       | 0       | 2            | 1            | 0            | 1            | 3            | 2            | 2      | 1      | 0      | 1      | 3      | 2      | +1 |
| Totale            | -     | 17      | 9       | 3       | 5       | 21      | 18      | 19           | 4            | 5            | 10           | 21           | 28           | 36     | 13     | 8      | 15     | 42     | 46     | -4 |

### Andamento in campionato
| Giornata  | 1  | 2 | 3  | 4 | 5 | 6 | 7 | 8 | 9 | 10 | 11 | 12 | 13 | 14 | 15 | 16 | 17 | 18 | 19 | 20 | 21 | 22 | 23 | 24 | 25 | 26 | 27 | 28 | 29 | 30 | 31 | 32 | 33 | 34 |
| --------- | -- | - | -- | - | - | - | - | - | - | -- | -- | -- | -- | -- | -- | -- | -- | -- | -- | -- | -- | -- | -- | -- | -- | -- | -- | -- | -- | -- | -- | -- | -- | -- |
| Luogo     | T  | C | T  | C | T | C | C | T | C | T  | C  | T  | C  | T  | C  | T  | C  | C  | T  | C  | T  | C  | T  | T  | C  | T  | C  | T  | C  | T  | C  | T  | C  | T  |
| Risultato | P  | V | P  | V | V | V | P | P | N | P  | V  | P  | V  | P  | P  | P  | N  | P  | V  | V  | N  | V  | N  | N  | P  | P  | P  | N  | N  | N  | V  | V  | V  | P  |
| Posizione | 13 | 7 | 12 | 9 | 5 | 2 | 5 | 9 | 9 | 10 | 8  | 10 | 8  | 9  | 9  | 12 | 12 | 13 | 12 | 11 | 12 | 11 | 11 | 11 | 12 | 12 | 13 | 13 | 12 | 12 | 12 | 11 | 9  | 10 |

Legenda:

Luogo: C = Casa; T = Trasferta. Risultato: V = Vittoria; N = Pareggio; P = Sconfitta.

### Statistiche dei giocatori
| Giocatore       | Bundesliga | Bundesliga | Bundesliga  | Bundesliga | Coppa di Germania | Coppa di Germania | Coppa di Germania | Coppa di Germania | Totale   | Totale | Totale      | Totale     |
| Giocatore       | Presenze   | Reti       | Ammonizioni | Espulsioni | Presenze          | Reti              | Ammonizioni       | Espulsioni        | Presenze | Reti   | Ammonizioni | Espulsioni |
| --------------- | ---------- | ---------- | ----------- | ---------- | ----------------- | ----------------- | ----------------- | ----------------- | -------- | ------ | ----------- | ---------- |
| S. Burchert     | -          | -          | -           | -          | -                 | -                 | -                 | -                 | -        | -      | -           | -          |
| J. Drobný       | 34         | 0          | 1           | 0          | 2                 | 0                 | 0                 | 0                 | 36       | 0      | 1           | 0          |
| C. Fiedler      | -          | -          | -           | -          | -                 | -                 | -                 | -                 | -        | -      | -           | -          |
| C. Gäng         | -          | -          | -           | -          | -                 | -                 | -                 | -                 | -        | -      | -           | -          |
| P. Bieler       | 6          | 0          | 1           | 0          | 1                 | 0                 | 0                 | 0                 | 7        | 0      | 1           | 0          |
| A. Friedrich    | 30         | 0          | 6           | 0          | 2                 | 0                 | 0                 | 0                 | 32       | 0      | 6           | 0          |
| J. Šimunić      | 29         | 0          | 7           | 0          | 2                 | 0                 | 0                 | 1                 | 31       | 0      | 7           | 1          |
| S. Bergen       | 25         | 0          | 3           | 0          | 1                 | 0                 | 0                 | 0                 | 26       | 0      | 3           | 0          |
| A. Wallschläger | -          | -          | -           | -          | -                 | -                 | -                 | -                 | -        | -      | -           | -          |
| B. Arguez       | 1          | 0          | 0           | 0          | -                 | -                 | -                 | -                 | 1        | 0      | 0           | 0          |
| S. Chahed       | 33         | 4          | 4           | 0          | 2                 | 0                 | 0                 | 0                 | 35       | 4      | 4           | 0          |
| B. Çubukçu      | -          | -          | -           | -          | -                 | -                 | -                 | -                 | -        | -      | -           | -          |
| P. Dárdai       | 23         | 0          | 4           | 0          | 2                 | 0                 | 0                 | 0                 | 25       | 0      | 4           | 0          |
| P. Ebert        | 27         | 1          | 4           | 0          | 2                 | 1                 | 1                 | 0                 | 29       | 2      | 5           | 0          |
| T. Grahn        | 13         | 0          | 2           | 0          | 1                 | 0                 | 0                 | 0                 | 14       | 0      | 2           | 0          |
| G. Kačar        | 17         | 1          | 3           | 0          | -                 | -                 | -                 | -                 | 17       | 1      | 3           | 0          |
| Lúcio           | 8          | 1          | 2           | 0          | 1                 | 0                 | 0                 | 0                 | 9        | 1      | 2           | 0          |
| F. Lustenberger | 24         | 1          | 1           | 0          | -                 | -                 | -                 | -                 | 24       | 1      | 1           | 0          |
| Mineiro         | 26         | 1          | 3           | 0          | 2                 | 0                 | 0                 | 0                 | 28       | 1      | 3           | 0          |
| Ł. Piszczek     | 24         | 1          | 1           | 0          | 2                 | 0                 | 0                 | 0                 | 26       | 1      | 1           | 0          |
| Raffael         | 15         | 4          | 1           | 0          | -                 | -                 | -                 | -                 | 15       | 4      | 1           | 0          |
| A. Schmidt      | 6          | 0          | 0           | 0          | 1                 | 0                 | 0                 | 0                 | 7        | 0      | 0           | 0          |
| R. Skácel       | 16         | 2          | 4           | 0          | -                 | -                 | -                 | -                 | 16       | 2      | 4           | 0          |
| I. Traoré       | 1          | 0          | 0           | 0          | -                 | -                 | -                 | -                 | 1        | 0      | 0           | 0          |
| A. Lima         | 16         | 2          | 1           | 0          | 1                 | 0                 | 0                 | 0                 | 17       | 2      | 1           | 0          |
| V. Domovčijski  | 4          | 1          | 0           | 0          | -                 | -                 | -                 | -                 | 4        | 1      | 0           | 0          |
| C. Ede          | 4          | 0          | 0           | 0          | 1                 | 0                 | 0                 | 0                 | 5        | 0      | 0           | 0          |
| S. Okoronkwo    | 22         | 4          | 2           | 0          | 1                 | 0                 | 0                 | 0                 | 23       | 4      | 2           | 0          |
| M. Pantelić     | 28         | 13         | 1           | 0          | 1                 | 1                 | 0                 | 0                 | 29       | 14     | 1           | 0          |
| M. Fathi        | 22         | 1          | 3           | 0          | 2                 | 1                 | 0                 | 0                 | 24       | 2      | 3           | 0          |
| Gilberto        | 15         | 1          | 1           | 0          | -                 | -                 | -                 | -                 | 15       | 1      | 1           | 0          |
| S. Lakić        | 1          | 0          | 0           | 0          | -                 | -                 | -                 | -                 | 1        | 0      | 0           | 0          |
| C. Müller       | 1          | 0          | 0           | 0          | 1                 | 0                 | 0                 | 0                 | 2        | 0      | 0           | 0          |